# Caruaruacris bivittatus
Caruaruacris bivittatus är en insektsart som beskrevs av Matiotti da Costa och G.S. Carvalho 2006. Caruaruacris bivittatus ingår i släktet Caruaruacris och familjen gräshoppor. Inga underarter finns listade i Catalogue of Life.